# گمینا اوتموخوو
گمینا اوتموخوو (به لهستانی:  Gmina Otmuchów) یک گمینا در لهستان است که در شهرستان نسا واقع شده‌است. گمینا اوتموخوو ۱۸۷٫۴۱ کیلومتر مربع مساحت و ۱۴٬۲۲۵ نفر جمعیت دارد.